# Nabilla Benattia
Nabilla Leona Grange Benattia-Vergara (en francés: [nabila benatja]; nacida el 5 de febrero de 1992), comúnmente conocida por su nombre de pila Nabilla, es una modelo franco-suiza que ha participado en varios reality shows. Ha aparecido en L'Amour est aveugle (2009), Hollywood Girls (2012-2014), Les Anges de la télé-réalité (2012-2013) y en su propio programa de televisión Allô Nabilla (2013-2014).
Se dio a conocer en Francia por su frase "non, mais allô quoi" en Les Anges de la télé-réalité, que se utilizó posteriormente en anuncios de marcas como IKEA y Carrefour y dio lugar a una serie de vídeos paródicos vistos millones de veces en YouTube, incluida una parodia de Downfall. Registró la frase como marca en el Instituto Nacional de Propiedad Industrial.

## Carrera
Nabilla fue contratada por primera vez por una agencia de modelos cuando tenía 14 años. Poco después, fue elegida Miss Salón del Automóvil de Ginebra 2011 mientras trabajaba en el stand de Peugeot. A los 17 años, Benattia mintió sobre su edad para participar en el reality show de la cadena de televisión francesa TF1 llamado "L'Amour est aveugle" (la versión francesa de "el amor es ciego"), en el que los participantes se conocen en total oscuridad. 
Tras su primera aparición en televisión, Benattia se sometió a una operación de aumento de pecho, que según ella fue para impulsar su carrera, lo que le permitió aparecer en publicaciones como Maxim y Playboy.
Durante 2012, apareció en la cuarta serie de "Les Anges de la télé-réalité", rodada en Hawái. El programa, que se emitío en la cadena de televisión francesa NRJ 12, sigue a un grupo de personalidades de la telerrealidad durante diez semanas. En el programa se involucró sentimentalmente con Sofiane Tadjine-Lambert, que estaba en Star Academy 4, que viene a ser un programa del estilo de Operación Triunfo en España. 
A principios de 2013, terminó el rodaje de la quinta serie en Florida. Por su participación en esta serie, Benattia supuestamente se embolsó 25.000 euros, según confirmaron varios artículos del periódico francés "Le Figaro". En el cuarto episodio, tras una discusión con una compañera de reparto que dijo que no había comprado champú, Benattia fue mostrada en un corte de confesión, donde hizo la mímica de hablar por teléfono y dijo las palabras que llevaron al establecimiento de su estatus de celebridad:
```
"Euh, allô! non, mais allô, quoi. ¿T'es une fille et t'as pas de shampooing? Allô. ¡Allô ! Je sais pas, moi, vous me recevez ? T'es une fille, t'as pas de shampooing? C'est comme si je dis : t'es une fille, t'as pas de cheveux !" ("Er, ¡hola! Quiero decir, ¿hola? Eres una chica, no tienes champú. Hola. ¡Hola! No sé, ¿puedes oírme? Eres una chica, ¿no tienes champú? Es como si yo dijera 'eres una chica, no tienes pelo'").
```

Las palabras de Nabilla causaron un gran revuelo mediático en Francia y generaron numerosas parodias, en Internet y en diversos medios de comunicación. La Grosse Équipe, la productora detrás de les Anges, registró cuatro marcas a mediados de marzo en l'Institut national de la propriété industrielle, el registro francés de la propiedad intelectual. Se trata de "Allô, quoi", "Allô, t'es une fille, t'as pas de shampooing, c'est comme si je dis, t'es une fille, t'as pas de cheveux", "Allô, non mais allô quoi", y "Allô, Nabilla la vraie vie de la famille Benattia". En una entrevista televisiva en el programa de entrevistas Grand journal, vista por 1,8 millones de telespectadores, Benattia confirmó que iba a haber un reality show sobre su día a día. La Grosse Équipe también ha registrado "Nabilla cherche l'amour" como título para un programa de televisión.
En abril de 2013, un artículo de la Wikipedia francesa sobre ella fue suprimido tras un debate que dio lugar a la decisión de que carecía de interés enciclopédico, siendo simplemente objeto de un "buzz" en lugar de una "información" adecuada. En enero de 2014, fue finalmente reaceptada y mantenida tras otro debate, que concluyó que su notabilidad había demostrado ser suficientemente duradera.
El 12 de noviembre de 2013, su propio Reality Show de televisión comenzó en NRJ 12. Llamado Allô Nabilla, ma famille en Californie (en referencia a su famosa frase "Non mais allô quoi"), el programa la sigue a ella y a su familia en Los Ángeles. Aunque los índices de audiencia del estreno fueron decepcionantes, el programa funcionó bien en última instancia, y fue renovado por otras tres temporadas, hasta que en septiembre de 2014, se convirtió en columnista de Touche pas à mon poste!, el programa de entrevistas más popular de Francia.
TMZ suele referirse a ella como la "Kim Kardashian francesa".
En abril de 2016, publicó un libro autobiográfico, Trop vite ("Demasiado rápido").
En junio de 2018, el artista conceptual Andy Picci dio a conocer un nuevo cuerpo de trabajo dedicado a Benattia. La exposición en la galería Joseph Saint Martin consistió en una serie de pinturas de maestros clásicos -incluida la Mona Lisa- en las que Picci ha photoshopeado los rasgos de Benattia.

## Filmografía
| Año     | Título                                                      | Papel           | Notas                             |
| ------- | ----------------------------------------------------------- | --------------- | --------------------------------- |
| 2007    | Turn Me Up                                                  |                 | Willy Denzey's music video        |
| 2008    | À la Vie Éternellement                                      | Rol desconocido | Swiss TV movie                    |
| 2011    | Dating in the Dark                                          | Ella misma      | Contestant, 8 episodes            |
| 2012    | Les Anges 4 : Club Hawaï                                    | Ella misma      | Contestant, 55 episodes           |
| 2012    | Dingue de toi                                               |                 | Sofiane Tadjine's music video     |
| 2012    | Le Mag                                                      | Ella misma      | Chronicler                        |
| 2012    | Celebration                                                 |                 | The Game's music video            |
| 2012–14 | Hollywood Girls                                             | Nabilla Klein   | Series regular, 106 episodes      |
| 2013    | Les Anges 5 : Welcome To Florida                            | Ella misma      | Contestant, 90 episodes           |
| 2013    | Love Is What You Make Of It                                 |                 | Maude Harcheb's music video       |
| 2013    | Ocean Drive Avenue                                          |                 | Les Anges 5's music video         |
| 2013    | GirlZ                                                       |                 | Make The Girl Dance's music video |
| 2013–14 | Allô Nabilla                                                | Ella misma      | Main role, 34 episodes            |
| 2014    | Les Anges 6 : Les Retrouvailles                             | Ella misma      |                                   |
| 2014    | Touche pas à mon poste !                                    | Ella misma      | Chronicler                        |
| 2016    | Les Anges 8 : Pacific Dream                                 | Ella misma      | Cameo, 1 episode                  |
| 2017    | Orange Is the New Black                                     | Nabilla         | Guest                             |
| 2017    | Les Incroyables Aventures de Nabilla et Thomas en Australie | Ella misma      | Lead role, 40 episodes            |
| 2020    | Love Island France                                          | Ella misma      | Host, 26 episodes                 |